# Saugues
Saugues ist eine französische Gemeinde mit 1.664 Einwohnern (Stand 1. Januar 2022) im Département Haute-Loire in der Region Auvergne-Rhône-Alpes.

## Geografie und Verkehr
Die Gemeinde Saugues liegt an der Grenze zum Lozère auf dem Hochplateau der Margeride. Durch das Gemeindegebiet fließt das Flüsschen Pontajou, das hier in die Seuge mündet, einen Nebenfluss des Allier. An der südlichen Gemeindegrenze verläuft der Fluss Virlange, der in die Ance mündet. Die nächsten französischen Großstädte sind Lyon (134 Kilometer) im Nordosten, Toulouse (225 Kilometer) im Südwesten, Bordeaux (326 Kilometer) im Westen und Montpellier (152 Kilometer) im Süden.
Die nächste Bahnstation befindet sich in Monistrol-d’Allier und ist über die D589, in östlicher Richtung, nach circa 16 Straßenkilometern zu erreichen.
In Saugues kreuzen sich die beiden Département-Straßen D589 und D585.

## Geschichte
Saugues ist die ehemalige Hauptstadt der Grafschaft Gévaudan. Seit dem 12. Jahrhundert herrschten dort die Bischöfe von Mende und die Herren von Mercœur. Sie betrieben kontinuierlich die Entwicklung der Stadt. Von den mittelalterlichen Befestigungsanlagen ist nur noch ein Turm aus dem 13. Jahrhundert erhalten. Das historische Zentrum der Stadt wurde 1788 durch einen Brand zerstört.
In Bergen rund um die Stadt Saugues, wütete am Vorabend der Revolution die bekannte Bestie des Gévaudan. Heute blickt eine riesige hölzerne Skulptur der Bestie, neben der D589 von einer Anhöhe, auf Saugues herab.
Am 14. Mai des Jahres 1652 wurde mit der Genehmigung des Bischofs Marcillac von Mende die Bruderschaft der „Weisen Brüder“ gegründet. Während der großen Pest, die 1721 in der Grafschaft Gévaudan wütete, gelobte diese Brüderschaft, an jedem Pfingstmontag eine Prozession zum Wallfahrtsort „Zu unserer Lieben Frau von Estours“ durchzuführen. Heute ziehen die Mitglieder der Bruderschaft am Gründonnerstag in einer Prozession durch den Ort.

## Bevölkerungsentwicklung
| Jahr                       | 1962 | 1968 | 1975 | 1982 | 1990 | 1999 | 2008 | 2020 |
| Einwohner                  | 2640 | 2493 | 2371 | 2288 | 2089 | 2013 | 1879 | 1694 |
| Quellen: Cassini und INSEE |      |      |      |      |      |      |      |      |

## Jakobsweg (Via Podiensis)
Wegen seiner guten Infrastruktur wird Saugues gerne als Etappenziel auf der Via Podiensis empfohlen. Neben der Touristinformation gibt es ein Hotel und ein Restaurant sowie für Pilger mehrere Etappenherbergen (franz. Gîte d'étape). Die nächste größere Ortschaft auf dem Jakobsweg ist Saint-Alban-sur-Limagnole. Dorthin führt als direkte Straßenverbindung die Route über die D33, D335 und D987. In der Nähe der Kapelle Saint-Roch hinter der Ortschaft Chanaleilles erreicht die Via Podiensis mit 1304 m ihren höchsten Punkt. Die Kapelle auf der Grenze zwischen den Départements Haute-Loire und Lozère soll an das ehemalige Hospiz erinnern, welches dort 1198 errichtet wurde.

## Sehenswürdigkeiten

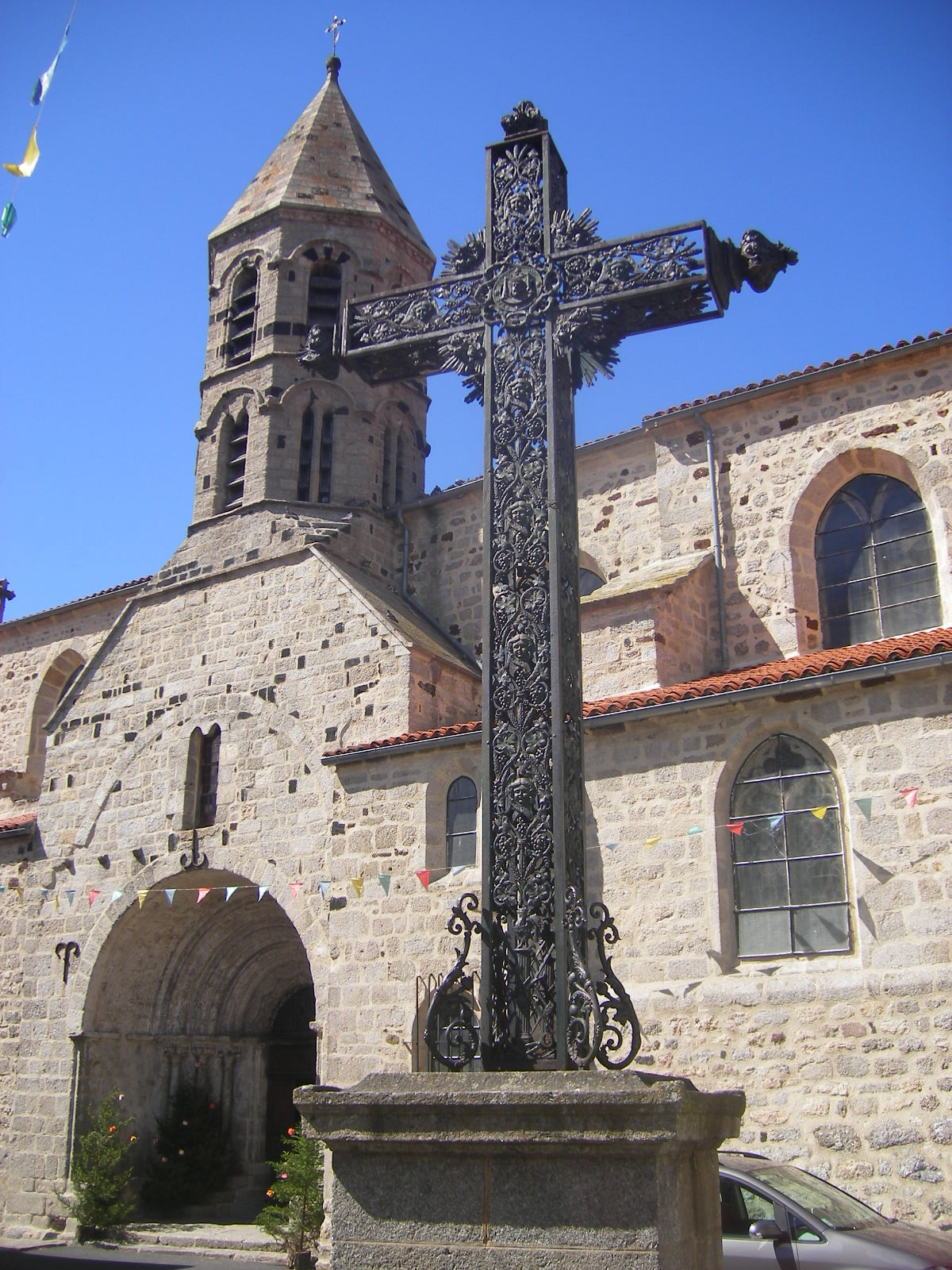
Stiftskirche Saint-Médard

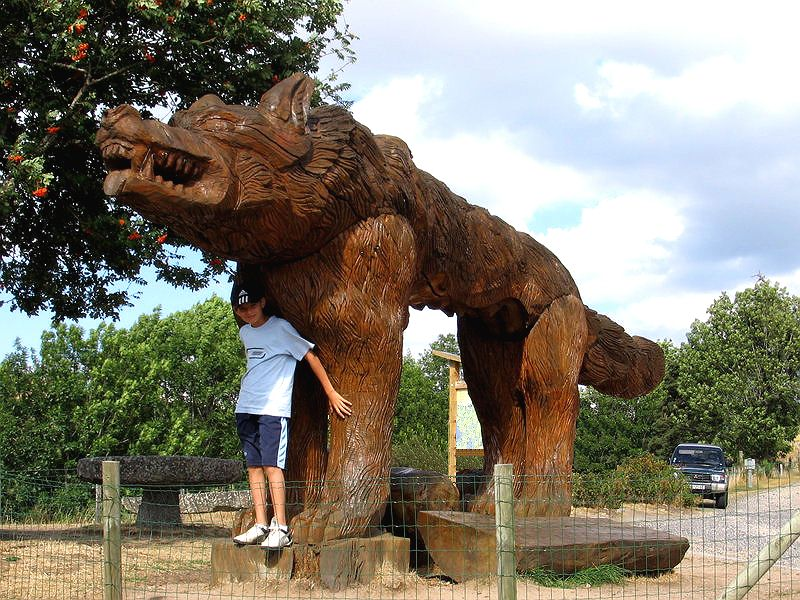
Skulptur der Bestie vom Gévaudan

- Tour de Anglais. Der Bergfried einer ehemaligen Burg aus dem 14. Jahrhundert beherrscht die an schönen alten Häusern reiche Altstadt. Er beherbergt heute das Heimatmuseum des Ortes. Die obere Plattform des Turmes kann betreten werden und bietet einen guten Überblick auf die Umgebung. Den Namen verdankt der Turm einem englischen Ritter, der hier 1380 starb und auf dem gotischen Friedhof begraben wurde.
- Die Stiftskirche Saint-Médard. Sie wurde im Wesentlichen im 16. Jahrhundert als gotisches Gebäude errichtet. Ihr heutiges Aussehen ist aber geprägt durch die Veränderungen im 19. Jahrhundert. Sie wird von einem achteckigen Turm überragt. Sie beherbergt einige sehenswerte Kostbarkeiten: unter anderem eine Madonna aus dem 12. Jahrhundert, eine Pietà aus dem 15. Jahrhundert und drei silberne Prozessionskreuze aus dem 15. und 16. Jahrhundert, welche von der Silberschmiede in Le Puy-en-Velay hergestellt wurden.
- Museum der Bestie vom Gévaudan. Hier wird die schreckliche Geschichte der Bestie von Gévaudan erzählt, die zwischen 1764 und 1767 die Region um Saugues in Angst und Schrecken versetzte. 24 Szenen in Form von Gipsfiguren lassen die Atmosphäre jener Zeit lebendig werden.

## Persönlichkeiten
- Heiliger Noël Chabanel (1613–1649), Jesuit und Missionar ermordet in Kanada.
- Joachim Barrande (1799–1883), Geologe und Vater der Paläontologie, geboren in Saugues.
- Bénilde Romançon (1805–1862), heiliggesprochener Ordensgeistlicher, wirkte in Saugues
- Abt François Fabre (1854–1932), Priester und Historiker.
- Gires Lucien (1937–2002), Maler, Bildhauer, der die Plastiken im Museum der Bestie vom Gévaudan erstellte.

## Gemeindepartnerschaft
Saugues pflegt seit 1992 eine Partnerschaft mit der Gemeinde Modave in Belgien.